# Véronique Sina
Véronique Sina (* 1979 als Véronique Vonier) ist eine deutsche Medienwissenschaftlerin. Ihr Schwerpunkt liegt auf Comicforschung, Intermedialität sowie der medialen Darstellung des Judentums.

## Wissenschaftliche Tätigkeit
Von 2007 bis 2008 war Véronique Sina Koordinatorin des Joint Degree Studiengangs „Gender Studies“ in Köln und danach sowie erneut von 2013 bis 2015 war sie Wissenschaftliche Mentorin am Institut für Medienwissenschaft der Ruhr-Universität Bochum. Von 2009 bis 2012 erhielt sie ein Promotionsstipendium der Ruhr-University Research School und danach bis 2013 der Wilhelm und Günter Esser Stiftung. 2016 wurde Sina in Bochum mit der Arbeit Comic – Film – Gender. Zur (Re-)Medialisierung von Geschlecht im Comicfilm promoviert.
Es folgten Stellen als wissenschaftliche Mitarbeiterin an der Universität zu Köln, an der Ruhr-Universität Bochum, an der Eberhard Karls Universität Tübingen und am Institut für Film-, Theater-, Medien- und Kulturwissenschaft der Johannes Gutenberg-Universität Mainz. 2022 begann sie am Institut für Theater-, Film- und Medienwissenschaft der Goethe-Universität Frankfurt mit der Leitung des DFG-geförderten Projekts „Queering Jewishness – Jewish Queerness. Diskursive Inszenierungen von Geschlecht und ‚jüdischer Differenz‘ in (audio-)visuellen Medien“. 2023 übernahm sie dort die Vertretung für die Professur für Filmwissenschaft, zuvor war sie Vertretungsprofessorin für Medienwissenschaft mit dem Schwerpunkt „Medienakteure und Medienöffentlichkeit unter besonderer Berücksichtigung von Gender“ an der Ruhr-Universität Bochum.
Zu ihren Forschungsschwerpunkten gehört die Darstellung des Holocaust im Comic sowie Gender- und Queer-Theorie. Sie ist Mitbegründerin und Sprecherin der AG Comicforschung der Gesellschaft für Medienwissenschaft, die sich für mehr Chancengleichheit und Diversität in der Wissenschaft und der interdisziplinären Comicforschung einsetzt. Sie war 2005 Gründungsmitglied der Gesellschaft für Comicforschung, deren 2. Vorstandsvorsitzende sie von 2018 bis 2020 war. 2024 begleitete sie fachlich und organisatorisch das Projekt Wie geht es dir?, in dem Comicschaffende aus Deutschland über ihre persönlichen Erfahrungen mit dem Nahostkonflikt seit dem Terrorangriff der Hamas auf Israel 2023 berichten. Im gleichen Jahr saß sie in der Jury des Comic-Preis der Stadt Dortmund.

## Bibliografie (Auswahl)

### Monografien
- Comic – Film – Gender. Zur (Re-)Medialisierung von Geschlecht im Comicfilm. Bielefeld, transcript Verlag, 2016 [Dissertation]
- Zur Einführung: Ästhetik des Gemachten. Mit Hans-Joachim Backe. Marburg, Philipps-Universität Marburg, 2018
- Autobiografie intermedial. Bielefeld, Aisthesis Verlag, 2019
- Comicanalyse. Eine Einführung. Mit Stephan Packard, Andreas Rauscher, Jan-Noël Thon, Lukas R. A. Wilde und Janina Wildfeuer. Stuttgart, J.B. Metzler, 2019

### Herausgeberschaften
- Comics intermedial. Beiträge zu einem interdisziplinären Forschungsfeld. Mit Christian Bachmann und Lars Banhold. Bochum, Bachmann, 2012.
- Notwendige Unzulänglichkeit. Künstlerische und mediale Repräsentationen des Holocaust. Mit Nina Heindl. Münster, LIT, 2017.
- Formen der Selbstreflexivität im Medium Comic. In: CLOSURE. Kieler e-Journal für Comicforschung. Mit Nina Heindl. 2018.
- Ästhetik des Gemachten. Interdisziplinäre Beiträge zur Animations- und Comicforschung. Mit Hans-Joachim Backe, Julia Eckel, Erwin Feyersinger und Jan-Noël Thon. Berlin, De Gruyter, 2018.
- Comics/Fandom: Interdisciplinary Perspectives on the Intersection of Fan Studies and Comics Studies. In: Participations: Journal of Audience & Reception Studies. Mit Sophie Einwächter, Vanessa Ossa und Sven Stollfuß. 2020.
- The Crumbs – Obszönität und Tabubruch. In: CLOSURE. Kieler e-Journal für Comicforschung. Mit Kalina Kupczynska. 2020.
- Spaces Between – Gender, Diversity and Identity in Comics. Mit Nina Eckhoff-Heindl. Berlin, Springer, 2020.